# چگالی الکترونی
چگالی الکترونی (به انگلیسی: Electron density) اندازه‌گیری احتمال بودن یک الکترون در یک مکان ویژه است. در مولکول‌ها، نواحی با چگالی الکترونی معمولاً در اطراف اتم، و باندهای آن است.
در سیستم‌های د-موضعی یا مزدوج، مانند فنل، بنزین و ترکیباتی مانند هموگلوبین و کلروفیل، چگالی الکترونی م ی منطقه را پوشش می‌دهد منطقه کل، به عنوان مثال، در بنزین آن‌ها را در بالا و پایین حلقه مسطح آن‌ها را می‌توان یافت. این است که گاهی به صورت ترسیم هندسی به صورت یک سری از متناوب‌های یکتایی و دوتایی نشان داده می‌شوند. در مورد فنل، بنزین، یک دایره در داخل یک شش ضلعی را نشان می‌دهند ی -د موضعی بودن طبیعت ترکیب است. این زیر نشان داده شده: